# Teroristički napad na zračnu luku Atatürk
Teroristički napad na zračnu luku Atatürk bio je samoubilački napad te ujedno i napad vatrenim oružjem na zračnu luku Atatürk u Istanbulu. Prema službenim izvješćima turske vlade poginule su najmanje 48, a teško ili lakše je ranjeno najmanje 239 osoba. Napad bombama izvele su tri osobe, te su nakon eksplozija svjedoci vidjeli četiri naoružana muškarca kako bježe s parkirališta ispred zračne luke. Ukupno vrijeme trajanja napada i razmjene vatre naoružanih napadača i policije bilo je oko 90 sekundi.

## Tijek napada
Otprilike u 21:48 sati (UTC+2) dva napadača došla su do postaje za pregled prtljage te otvorili vatru iz automatskog vatrenog oružja na nekolicinu civila i sigurnosnog osoblja zračne luke. Policijski službenici koji su se zatekli na mjestu događaja odmah su uzvratili vatru. Nakon uzvraćanja vatre aktivirane su dvije eksplozivne naprave koje su se nalazile na prslucima dvojice napadača. Vjeruje se kako je još jedna eksplozivna naprava detonirana na parkiralištu ispred terminala zračne luke.
Službene videosnimke iz zračne luke pokazuju kako je nakon dvije eksplozije treći napadač otvorio vatru iz automatskog oružja, pucavši pritom u civile. Treći napadač neutraliziran je od strane policije, te je prilikom pada na tlo eksplodirao eksploziv koji se nalazio u njegovom prsluku.

## Žrtve
Tablica prikazuje broj smrtno stradalih i broj ranjenih po nacionalnosti.
| Zemlja porijekla  | Broj umrlih | Broj ranjenih |
| Turska            | 25          | /             |
| Saudijska Arabija | 5           | /             |
| Irak              | 2           | /             |
| Tunis             | 1           | 1             |
| Uzbekistan        | 1           | /             |
| Kina              | 1           | /             |
| Iran              | 1           | 5             |
| Ukrajina          | 1           | 1             |
| Njemačka          | /           | 1             |
| Jordan            | 1           | /             |
| neidentificirani  | 6           | 232           |
| UKUPNO            | 45          | 239           |
| ----------------- | ----------- | ------------- |

## Događaji nakon napada
Odmah nakon napada izdana je naredba o obustavljanju svih letova koji su trebali uzletjeti iz zračne luke Atatürk. Za dolazeće letove zračna luka je ostala otvorena. Većina letova preusmjerena je u Izmir i Ankaru. 
Netom nakon napada, na društvenim mrežama počeo se širiti tzv. hashtag s naslovom PrayForTurkey kao izraz solidarnosti svijeta prema turskim žrtvama i ranjenicima. Do 29. lipnja ovaj hashtag korišten je više od 300.000 puta na raznim društvenim mrežama poput Twittera.

## Odgovornost
Turski premijer Binali Yildirim optužio je tzv. Islamsku državu, međutim odgovornost za napad službeno još uvijek nitko nije preuzeo.
Dana 30. lipnja 2016. određeni mediji nagovijestili su kako su napadači najvjerojatnije porijeklom iz država koje su nekada bile dio SSSR-a. Za jednog napadača vjeruje se kako je s Kavkaza, za drugog da je iz Uzbekistana i za trećeg da je iz Kirgistana.